# Sephena rubrovenosa
Sephena rubrovenosa är en insektsart som beskrevs av Melichar 1902. Sephena rubrovenosa ingår i släktet Sephena och familjen Flatidae. Inga underarter finns listade i Catalogue of Life.